# Nguyễn Đình Liêu
Nguyễn Đình Liêu (sinh 1943) là đại biểu Quốc hội Việt Nam khóa 12, thuộc đoàn đại biểu Ninh Thuận.